# Cộng hòa Nhân dân Donetsk
Cộng hòa Nhân dân Donetsk (tiếng Nga: Донецкая народная республика, phiên sang chữ Latinh: Donetskaya Narodnaya Respublika) là một nước Cộng hòa tự xưng, tuyên bố độc lập vào ngày 7 tháng 4 năm 2014. Chính quyền Cộng hòa Nhân dân Donetsk tuyên bố chủ quyền lên toàn bộ địa phận tỉnh Donetsk của Ukraina nhưng thực tế chỉ kiểm soát được một phần. Ngày 30 tháng 9 năm 2022, Cộng hòa Nhân dân Donetsk cùng ba tỉnh Ukraina ly khai khác ký kết hiệp ước gia nhập Liên bang Nga.
Sự thành lập nước Cộng hòa Nhân dân Donetsk và Cộng hòa Nhân dân Lugansk nằm trong chuỗi kế hoạch ly khai toàn bộ khu vực miền đông thân Nga ra khỏi lãnh thổ Ukraina trong bối cảnh chính quyền Kiev có khuynh hướng thiên vị các nước phương Tây, mong muốn gia nhập EU và NATO. Nhà nước này được hỗ trợ nhân đạo và quân sự từ phía Nga. Chính phủ Ukraina chỉ xem thực thể này là một tổ chức khủng bố và gây chiến tranh chống chính phủ, giống với nhà nước Cộng hòa Nhân dân Lugansk.

## Lịch sử
Trước năm 1922, Donetsk thuộc vùng Donbass (tiếng Ukraina là Donbas) của Nga. Sau cuộc nội chiến Nga 1917–1922, chính thể Nga Xô viết muốn thành lập Liên bang Cộng hòa Xã hội chủ nghĩa Xô viết (Liên Xô), nhưng Ukraina còn lưỡng lự.
Nhằm thuyết phục Ukraina gia nhập Liên Xô, Nga Xô viết đã nhượng bộ cắt vùng Donbass (gồm cả đất và dân) của Nga sáp nhập vào Ukraina, kể từ đó Donbas thuộc Cộng hòa Xã hội chủ nghĩa Xô viết Ukraina (quốc gia này sau đó trở thành thành viên của Liên Bang Xô Viết). Sau khi Liên Xô tan rã, vùng này tiếp tục thuộc nước Ukraina hiện đại.
Ngày 7 tháng 4 năm 2014, các thành viên Hội đồng Quốc gia Độc lập Donetsk tự xưng đã thông qua tuyên bố li khai khỏi Ukraina và trở thành một nước độc lập với quốc hiệu "Cộng hòa Nhân dân Donetsk". Đồng thời, họ cũng quyết định tổ chức một cuộc trưng cầu dân ý vào ngày 11 tháng 5 để cân nhắc việc sáp nhập vào Liên bang Nga, tương tự những gì đã diễn ra tại Krym trước đó.
Chiều ngày 24 tháng 5 năm 2014, Thủ tướng Cộng hòa Nhân dân Donetsk tự xưng là Alexander Borodai và Chủ tịch Quốc hội Cộng hòa Nhân dân Lugansk tự xưng là Alexei Karjakin đã ký văn bản sáp nhập hai nước cộng hòa tự xưng này thành "Quốc gia Novorossiya" (có nguồn nói tên là "Cộng hòa Novorossiya"). "Novorossiya" có nghĩa là "nước Nga mới".
Ngoài Donetsk và Lugansk, Cộng hòa Novorussia còn bao gồm tỉnh phía đông khác của Ukraina như Dnepropetrovsk, Zaporozhye, Odessa, Mykolaiv, Kharkov và Kherson.

## Công nhận quốc tế

Vị trí tỉnh Donetsk (vàng sáng) trong lãnh thổ Ukraina

Tính đến ngày 14 tháng 7 năm 2022, chỉ có Nga, Syria và Cộng hòa Dân chủ Nhân dân Triều Tiên công nhận nền độc lập của nước cộng hòa tự xưng này. Một số quốc gia như Belarus, Nicaragua, Sudan và Venezuela dù chưa công nhận độc lập hai nước cộng hòa tự xưng là Donetsk và Lugansk nhưng tuyên bố ủng hộ việc quyết định công nhận của Nga.

### Nga
Ngày 21 tháng 2 năm 2022, Tổng thống Nga Vladimir Putin có bài phát biểu dài tuyên bố Liên bang Nga công nhận nền độc lập của Cộng hòa Nhân dân Donetsk và một nhà nước ly khai khác là Cộng hòa Nhân dân Lugansk, tách khỏi Ukraina. Ông nêu lý do vì liên minh quân sự NATO tuyên bố mọi quốc gia đều có quyền gia nhập bất cứ liên minh nào, ngược lại cam kết không mở rộng đường biên giới NATO về phía đông. Tổng thống Nga gọi đây là hành vi "kề dao vào cổ Nga", khiến Nga có quyền thực thi những biện pháp đáp trả phù hợp vì an ninh của chính mình.

### Syria
Syria công nhận độc lập hai nước cộng hòa tự xưng ở miền đông Ukraina, khiến Ukraina thông báo cắt đứt quan hệ ngoại giao với nước này. Ngày 29 tháng 6 năm 2022, Hãng thông tấn nhà nước Syria dẫn lời nguồn tin tại Bộ Ngoại giao Syria: "Cộng hòa Arab Syria quyết định công nhận độc lập và chủ quyền của Cộng hòa Nhân dân Lugansk và Cộng hòa Nhân dân Donetsk. Chúng tôi sẽ liên lạc với cả hai nước để thống nhất khuôn khổ tăng cường quan hệ, bao gồm thiết lập quan hệ ngoại giao phù hợp với quy định hiện hành".

### CHDCND Triều Tiên
Ngày 13 tháng 7 năm 2022, Cộng hòa Dân chủ Nhân dân Triều Tiên công nhận độc lập của hai nước cộng hoà Donetsk và Lugansk tự xưng ở Ukraina. Bộ Ngoại giao Ukraina ngay lập tức tuyên bố nước này cắt đứt quan hệ ngoại giao với CHDCND Triều Tiên, bình phẩm hành động của CHDCND Triều Tiên là "thiếu thân thiện", "phá hoại chủ quyền và toàn vẹn lãnh thổ" của nước này. Đối đáp lại, CHDCND Triều Tiên tuyên bố Ukraina "không có quyền và không đủ tư cách để nêu vấn đề chủ quyền" vì Ukraina ủng hộ Hoa Kỳ cấm vận nước này.

## Giáo dục

Ca sĩ người Nga gốc Do Thái Iosif Kobzon gặp gỡ học sinh ở Donetsk ngày 28 tháng 5 năm 2015

Bước vào năm học 2015–2016, chương trình học được giới chức Cộng hòa Nhân dân Donetsk đổi mới. Giờ học tiếng Ukraina giảm từ tám giờ một tuần xuống còn hai giờ; trong khi thời gian dành cho các tiết học tiếng Nga và văn học Nga được tăng lên. Lịch sử vùng Donbas được nhấn mạnh hơn trong các giờ học lịch sử. Hệ thống chấm điểm năm điểm của Nga thay cho hệ thống 12 điểm của Ukraina. Theo giám đốc một trường cao đẳng ở Donetsk: "Chúng tôi cho sinh viên hai lựa chọn nhưng các trường Nga được tính đến nhiều hơn". Học viên tốt nghiệp  sẽ nhận được chứng chỉ của Nga, qua đó có thể dùng để theo học tại các cơ sở đào tạo đại học ở Nga.
Tháng 4 năm 2016, các tiết học nhằm nâng cao "hiểu biết về đất nước" được Cộng hòa Nhân dân Donetsk đưa vào giảng dạy trong các trường học (trong lãnh thổ quân li khai kiểm soát).
Ngày 25 tháng 9 năm 2017, Tổng thống Ukraina Petro Poroshenko ban hành luật mới về việc dạy học (dự thảo được Verkhovna Rada thông qua ngày 5 tháng 9 năm 2017), trong đó quy định tiếng Ukraina là ngôn ngữ giáo dục ở tất cả các cấp.